# 中華英雄
《中華英雄》是由香港漫畫家馬榮成所編繪的武打漫畫，由前身為玉郎機構的文化傳信集團所出版，1980年9月5日起在漫畫報刊《金報》（後轉《生報》）中連載。八十年代與玉郎機構的《龍虎門》、《醉拳》、《如來神掌》合稱四大名著。
此書在香港漫畫出版史上創下了一期銷售20萬本的佳績，以一本香港漫畫來說，是前無古人，後無來者的成績，是馬榮成的成名作。1989年元旦日馬榮成遇襲手部受傷，曾休刊近半年，之後馬榮成1989年2月約滿後，離開文化傳信，自立門戶成立天下出版後，故事改由他人編繪，由於畫功質素的改變，銷量已大跌，但仍一直出版至1995年才停刊，最後一期為第371期。

## 內容梗概
修訂本（第1—45期）
民國初年，列強侵入中國，清溪村土豪與洋人互相勾結，凌辱百姓，華英雄父母慘遭殺害，報卻父母之仇後，瓢洋過海「賣豬仔」到美國當礦工。在龜島與洋人礦場主管大害對抗。拜師金傲、醉癲，集得一身好武藝和劍法，之後與和兄弟幫、殺人組織和黑龍會展開殊死戰，最終劍聖眾徒相助，以錢無義和金太保敗走告終。
單行本（第1—11期）
黑龍會之戰後，華英雄舉家移居美國，惜殺人組織窮追不捨，妻陳潔瑜遭毒殺，女兒華文英亦葬身大海。華劍雄遭鬼影子所擄，英雄獨挑無影門救子。後與殺人組織首領撒旦將軍和十大殺手對抗以報亡妻女之仇，武功不及而慘敗，最終劍聖出現暫化解彼此恩怨，後依劍聖遺願，退出江湖隱居美國，專心打理中華樓生意。
單行本（第12—35期）
襁褓中的華劍雄和生奴自無影門墮崖不死，劍雄還被地獄門主封為下任掌門。劍雄長大後到美國尋父，因好勝而和黑龍會起衝突。唐人街華人被擄至鋼牛谷當苦力，英雄、羅漢、元武聯手營救，羅漢最終命喪鋼牛谷。日本尚武高手無敵出現挑戰華英雄，初戰受阻，訂一年之約再戰。
單行本（第36—72期）
英雄和黑龍會爭鬥白熱化，先後與黑龍會四大皇牌決戰，被Q皇牌命煞批出命犯天煞孤星，刑剋至親，注定孤獨一生。在無敵相助下於黑龍島戰勝黑龍司令。另一方面亦與羅修門主金太保展開終極死戰，最終傷重落敗的金太保被徒兒邪童所殺。
單行本（第73—84期）
英雄和無敵決戰於美國自由女神像，華英雄以中華傲決最後一式「劍傲中華」擊敗無敵。無敵雖輸卻心有不甘，決意殺死自己的兒子"無情"，此時自認已達絕情絕義的意境，再度向英雄挑戰，但此時英雄已是筋疲力盡，被無敵打入海中，一旁的黑司令搖頭嘆息說：無敵只因不敗意念而勝，但劍技上卻不如英雄。當無敵找不到華英雄時，認為自己已勝，但想到自己為了勝負狠心拋妻殺子，即使所向無敵卻一無所有，而且要想找到華英雄這樣的好對手簡直一票難求啊！想到這裡，無敵不禁悲從中來，還是很想念自己的家人，最後在意識濛糊間把持刀的劍雄視為親兒抱入懷中，臨死前喊著：桃子、無情，我們一家人團聚吧！說完便切腹自盡！
單行本（第85—109期）
劍雄為主線，故事背景返回中原，地獄門三派（血族、殘宗、元老會）爭奪新任地獄門主，最終以元老會代表瓊天（即華文英）以巧計接任門主。地獄門主之爭引來氣宗傳人司徒無量父子的介入，劍雄輕敵與司徒莫問決鬥，生奴為救劍雄而被莫問所殺，無量秘密傳授劍雄武功以彌補生奴之死之過。莫問對劍雄咄咄逼人，劍雄自斷一臂以報司徒無量授功之恩，與莫問誓不兩立。

## 幕後製作班底
中華英雄除主筆馬榮成外，其幕後製作班底叫英雄幫，英雄幫成員有：少傑、梁光明、程振華、李健良

## 歷任主筆
- 1980年-1989年（修訂本第1期—單行本第159期）- 馬榮成
- 1989年-1990年（單行本第160—174期）- 張萬有
- 1990年-1993年（單行本第175—247期）- 袁家寶
- 1993年-1993年（單行本第248—271期）- 鄺彬強
- 1993年-1993年（單行本第272—284期）- 少賢
- 1993年-1994年（單行本第285—329期）- 徐大寶
- 1994年-1995年（單行本第330—356期）- 李志清
- 1995年-1995年（單行本第357—367期）- 杜比 主編，陳佳華主筆
- 1995年-1995年（單行本第368—371期完）- 陳利主編， 陳佳華主筆
- 1999年 《中華英雄外傳》（全16期）- 葉明發
- 2009年 《中華英雄前傳》（全12期）- 鄭健和
- 2013年-2014年 《新著中華英雄》（全28期）- 鄺彬強
- 2014年 《新著中華英雄》（全2期） - 溫日良
- 2021年-2023年 《新著中華英雄》（全65期）- 袁家寶

## 連載情況
1980年9月5日，中華英雄開始在金報連載。每天刊登兩頁稿。
1981年3月7日，醉拳第1期出版，中華英雄開始在那裡連載，連載至第39期。
1982年初，中華英雄被調到如來神掌第4期中連載，連載至第45期。
1982年12月28日獨立出版《中華英雄》單行本第1期(亡魂船)，故事內容承接《如來神掌》第45期。
1984年2月7日出版《中華英雄修訂本》，內容以清溪村開始(即醉拳和如來神掌刊載期間的內容)。修訂本出版至第46期已和單行本第1期(亡魂船)內容重複，後期不定期出版，出版至第76期便停止。
1988年9月13日，出版至第135期《問東風》，馬榮成在當期的專欄「馬仔信箱」透露會在第150期左右完結中華英雄，希望在完結後，作多方面嘗試，製作其他故事。
1989年1月3日《中華英雄單行本》出版至第143期《英雄低首》，因馬榮成於元旦日遇襲手部受創，停刊近半年，第144期《不戰也罷》出版時馬已離開了玉郎機構，當時馬留下有十多期餘稿約至第159期，但構圖相當簡單，玉郎機構將之交由張萬有接手主理，由第162期起，張全面接手中華英雄。
1990年3月25日，玉郎集團推出玉郎經典錄系列精華珍藏本，包括《龍虎門》、《醉拳》、《中華英雄》、《如來神掌》。《中華英雄精華珍藏本》一直出版至第49期止(內容約至單行本第171期)。
1991年3月21日第175期改由袁家寶主筆，在當期專欄中，透露自從張萬有接手後，一直有嚴重脫期的問題，而最重要的是，張大幅度修改主要角色和劇情：如劍雄、鬼僕等要角死於瓊天之手，以及主角華英雄遭新女角迷姦等，以至公司沒法接受，毅然辭退張，將張原已寫好的第175期重新由新人袁家寶接手重寫。
1995年6月27日《中華英雄單行本》出版至第371期(別矣！英雄！)是中華英雄的最後一期，以華英雄打敗奧狄加後消失告終。整個完整的中華英雄故事是：修訂本共45期加單行本共371期，合共416期。出版歷時15年。
1998年7月，文化傳信再次出版《中華英雄精裝合訂本》，出版至2005年共82冊，以5期單行本為一期。包含整個完整的中華英雄故事。唯其缺點乃以黑白印刷。
1999年8月5日，文化傳信推出《中華英雄外傳》，由葉明發主編。出版至第16期結束。
2005年尾，文化傳信將《中華英雄》原稿重新復修，配以全電腦彩稿重新以薄裝週刊形式出版。名為《中華英雄數碼珍藏本》。故事內容以單行本(第1期)亡魂船為始。封面大致採用以往的封面為主。出版至第145期結束。
2006年3月28日，文化傳信出版《中華英雄前傳(數碼珍藏本)》原稿重新復修，配以全電腦彩稿重新以薄裝週刊形式出版。故事即《中華英雄修訂本》內容。
2009年7月31日，玉皇朝出版《中華英雄前傳》，鄭健和主編。共12期。故事內容以華英雄和無敵在自由神像決戰前的往事描述。
2013年8月22日，文化傳信授權大渡出版有限公司出版《新著中華英雄2013》，鄺彬強主編，自原著黑風山一役之後續寫新故事線，將與馬榮成之後的主編所寫劇情分道揚鑣。共28期。
2014年4月3日，大渡出版有限公司透露新一輯《新著中華英雄》由溫日良主編，只出版兩期。
2021年11月3日，文化傳信有限公司授權 漫畫文化有限公司 Art comic studio 重新出版《新著中華英雄》 由袁家寶編繪。故事內容大致和舊版相同，但有少許修改如木修羅沒有死於金太保之手，亦加插了無敵年青時在日本的故事，新著以潔瑜之死結束，出版至2023年4月共65期。
2022年7月7日，文化傳信出版復刻版，以亡魂船故事為開始，基本上與1982年原版相同。
2023年5月4日，文化傳信出版復刻‧修訂本，以清溪材故事為開始，基本上與1984年修訂本原版相同。

## 改編作品

### 電視劇

#### 90年代電視劇
《中華英雄》被香港亞洲電視改編為電視劇，分別為1990年的《中華英雄》和1991年的《中華英雄之中華傲訣》，由張建偉導演，何家勁(華英雄)、羅頌華(華劍雄)、關詠荷(華文英，瓊天)、尹天照(司徒莫問)、葉玉卿(紫衣、陳潔瑜)、楊澤霖(無敵)、高雄(撒旦將軍)、洪志成(鬼僕)、楊嘉樂(羅漢)、連偉健(元武)、龐秋雁(思傲)、麥麗紅(木子)、苑瓊丹(命煞)、袁潔儀(水千面)等演員主演，1990年首播，2007年重播，2009年重播。

#### 2005年電視劇
鄧衍成執導，程小東擔當動作指導，由何潤東(華英雄)、安以軒(華文英、陳潔瑜)、方中信(無敵)、藍正龍 、 秦嵐(木修羅))和馮紹峰(力千鈞)與陳冠霖(金太保)主演。

### 電影

#### 《中華英雄》（1999年）
根據本漫畫來改編而成的電影於1999年公映，由劉偉強導演，鄭伊健(華英雄)、謝霆鋒(華劍雄)、楊恭如(陳潔瑜)、舒淇(木修羅)、吳鎮宇(無敵)等人主演。
電影故事內容由鄭伊健所飾演主角華英雄一對子女失散，主角本身被賣豬仔到美國開始，並以由吳鎮宇所飾演的無敵被華英雄擊敗後作結。
該主題曲是鄭伊健主唱，香港歌名：天煞孤星，台灣歌名：天涯海角

#### 《中華英雄之風雲再起》（2022年）
2022年 愛奇藝網絡電影《中華英雄之風雲再起》，由胡兵飾演華英雄。

### 遊戲
- 2000年 智冠科技控股有限公司獲授權推出以RPG形式電腦遊戲。
- 2009年 中華網龍獲授權研發3D網絡遊戲《中華英雄online》，該遊戲於2009年7月尾封測，8月初公測，由中華網龍營運，採取免月費商城制營運[3]。